# 费奥多西亚
費奧多西亞（羅馬化：Feodosiya）法理上是乌克兰克里米亚自治共和国费奥多西亚区的城市及该区的行政中心，事实上为俄罗斯克里米亞共和國的直辖市。該市位於黑海北岸克里米亞半島，始建于前6世纪，城市面积35平方公里，海拔高度10米，2021年人口数量为66,293人。

## 历史

前八世纪至前三世纪黑海北岸的希腊殖民地

公元前6世纪，来自米利都的希腊殖民者建立了名为提奥多西亚（希臘語：Θεοδοσία）的城邦，前6世纪时，提奥多西亚因其肥沃的土地和发达的贸易闻名一时。公元四世纪被匈人摧毁。此后几百年，提奥多西亚一直得不到发展，停留在小城镇阶段。考古证据表明，自9世纪以来，提奥多西亚被東羅馬帝國和可萨人争夺。13世纪30年代，蒙古西征，这里被欽察人统治。

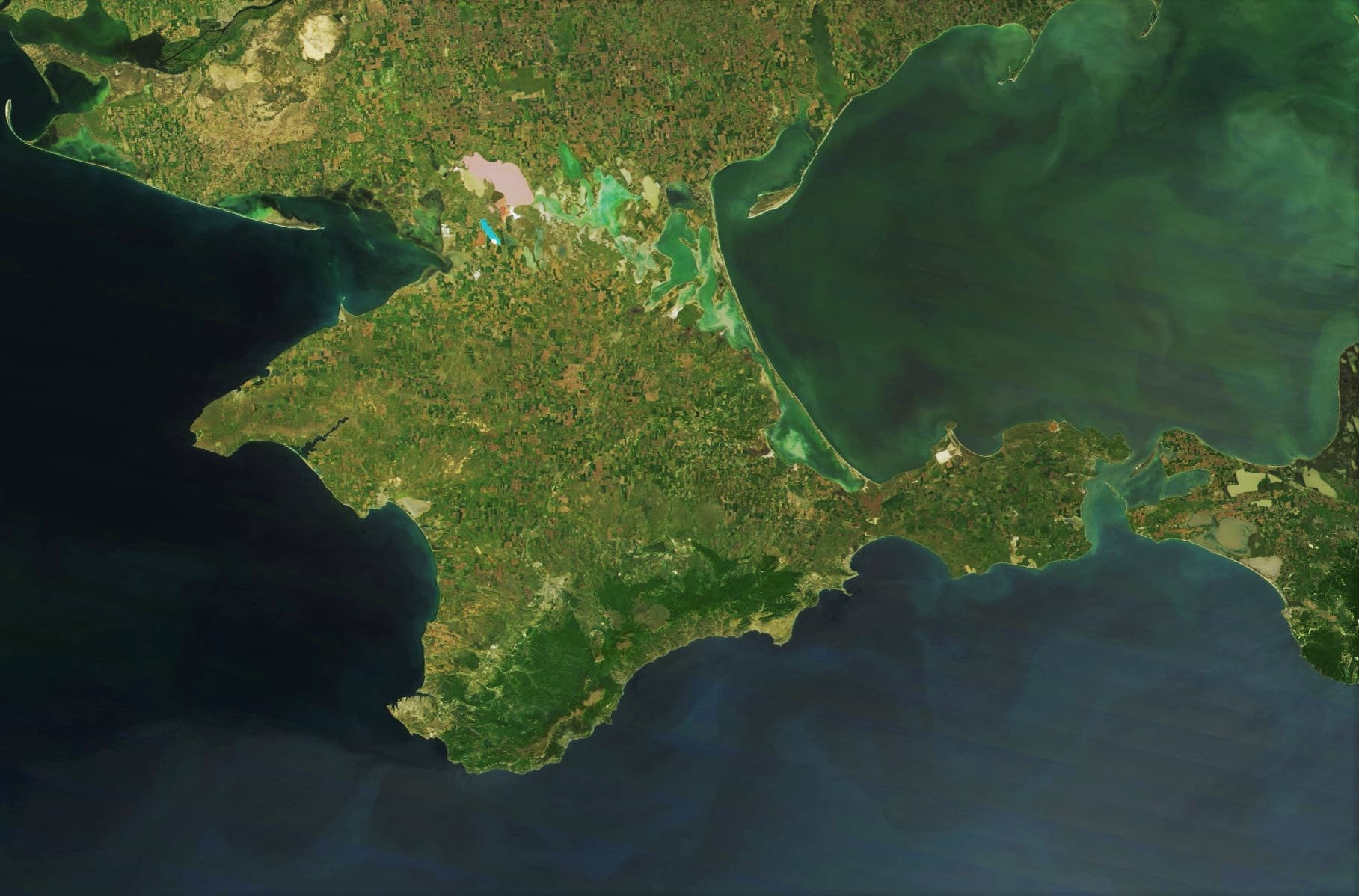
克里米亚半岛的卫星图像，其中热那亚人的黑海殖民地为山脉以南的地区

### 热那亚共和国时期

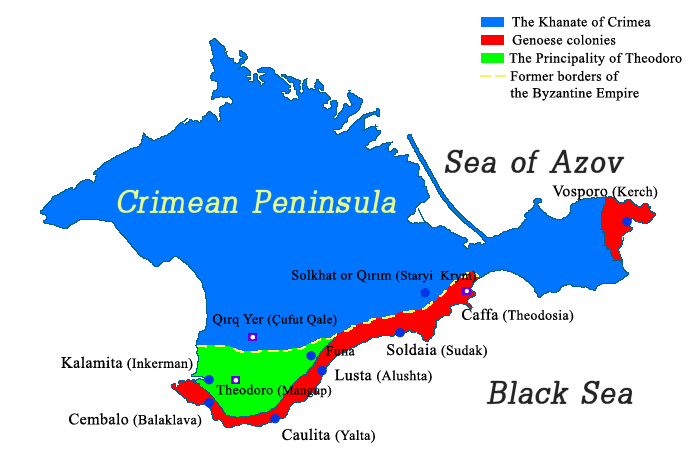
15世纪克里米亚半岛的格局

13世纪末期，来自热那亚共和国的商人从欽察汗國购买了这里。他们根据利古里亚语将这里重命名为卡法，在热那亚人的经营下这里走向了繁荣，人口突破7万人。卡法几乎垄断了黑海地区的贸易，是克里米亚地区的主要港口，也是热那亚共和国在黑海地区的行政中心，还是全欧洲最大的奴隶市场。在1204-1261和1296-1307年间，卡法由热那亚的主要竞争对手威尼斯共和国统治。
1318年初，教宗若望二十二世在这里建立了拉丁礼教会卡法教區，作为天主教热那亚总教区的下屬教区。在教宗诏书中，教区幅员辽阔，经度上自保加利亚的瓦爾納到萨莱，纬度上自黑海至魯塞尼亞。
1347年，蒙古钦察汗国札尼别汗一度围攻卡法，蒙古人把死亡的鼠疫病人尸体用投石机投入卡法城，后来一名热那亚商人把鼠疫带回意大利，从而引发欧洲黑死病大瘟疫。这有可是历史上第一次生物战。但当时守城部队拥有火炮，射程1千米，因此投石机说可以存疑。而且自金帐汗国至欧洲还有很多水路和陆路贸易路线，欧洲的黑死病也不一定是仅仅由卡法带去。
在这之后，卡法逐渐恢复并再次繁荣。15世纪30年代，西班牙旅行者佩德罗·塔福尔来到了这里，并将其描述为一个繁荣的，文化多元的大都市。1462年，卡法宣称受到了波兰国王卡齐米日四世·雅盖隆契克的安全保障，但当卡法受到奥斯曼帝国的攻击时，波兰并未提供援助。

### 奥斯曼帝国时期

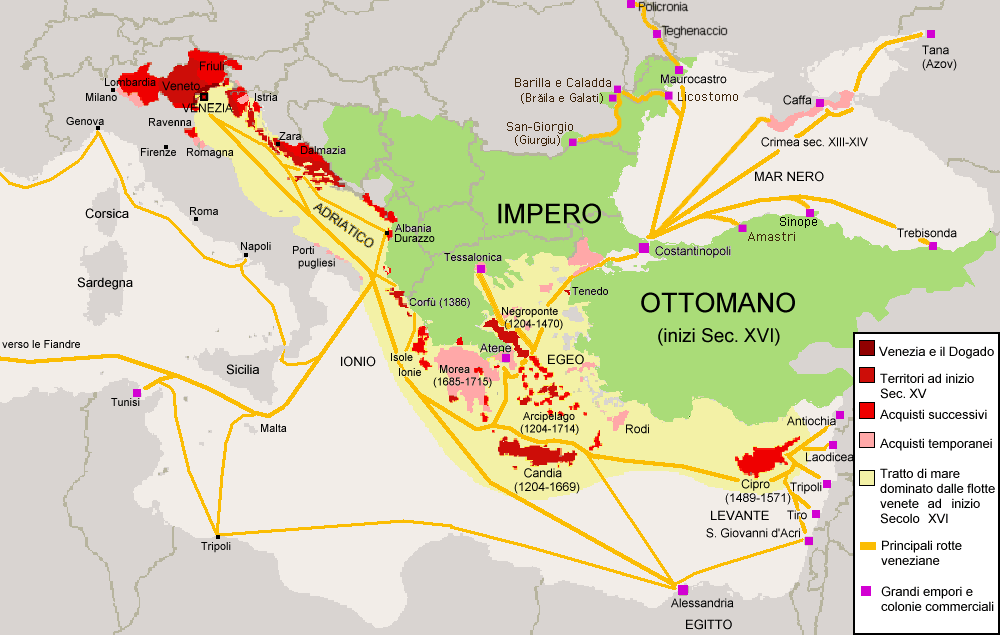
威尼斯共和国的疆域及与奥斯曼帝国对峙图，15世纪－16世纪

自从君士坦丁堡的陷落，奥斯曼帝国将扩张的注意力转移到黑海沿岸的其他地方上来，包括特拉比松帝国、阿瑪斯拉以及卡法等地。奥斯曼帝国伺机而动。
1473年，克里米亞汗國的吐屯去世，随即一场关于王位继承的争夺开始了，热那亚共和国也深陷其中。在支持争夺失败的继承人的奥斯曼贵族的请求下，穆罕默德二世决定出兵。穆罕默德二世派遣一支由盖迪克·艾哈迈德帕夏率领的舰队，于1475年五月19日离开伊斯坦布尔，6月1日到达卡法城下，并于次日开始炮击。6月6日，卡法投降，成为奥斯曼帝国的领土。在接下来的几天内，军队劫掠了市民，并迫使1,500名市民成为苏丹皇宫中的奴仆。6月8日，奥斯曼帝国迫使所有西欧人迁移到伊斯坦布尔的异教徒社区。奥斯曼帝国将卡法更名为Kefe，卡法成为了土耳其人在黑海最重要的港口。
這裡是克里米亞汗國最重要的奴隸市場，克里米亞韃靼人把奴隸從這裡運輸到伊斯坦堡販賣是汗國一個重要的收入來源。
1615年札波羅結哥薩克毁坏了奥斯曼帝国舰队，并占领了卡法，并将被奴隶的人们解放。

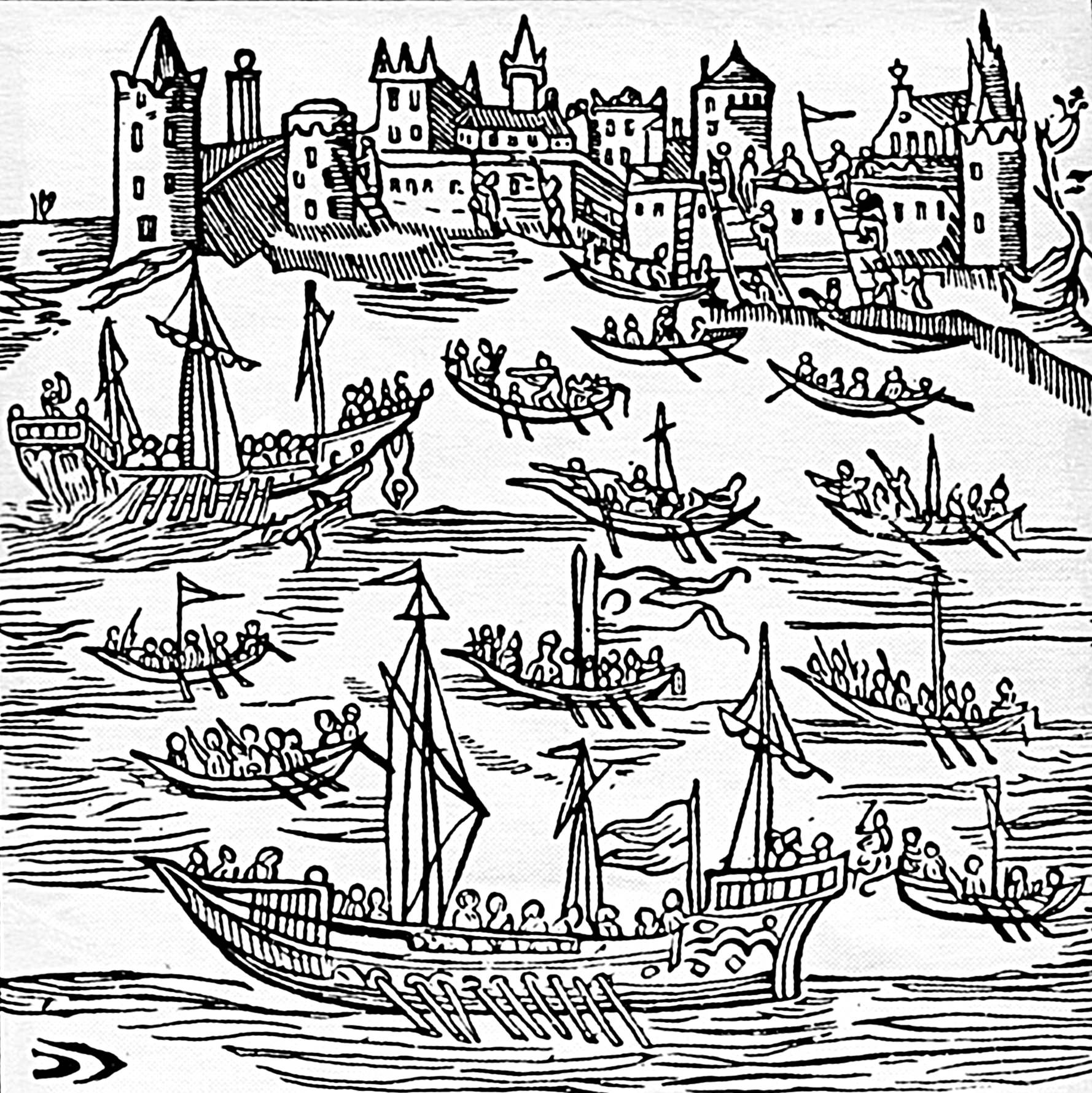
17世纪的一幅木板画，展示了扎波罗热哥萨克乘坐柴卡攻打奥斯曼舰队并占领卡法的场景

1783年，被俄罗斯帝国占领，1802年改为现名。

### 近现代时期
1900年，在该市发现了齐波尔德收集器，建造于古希腊时期，是人类历史上最早的通风井。
二战期间，该市被纳粹德国占领，自1944年11月16日至12月15日，別動隊杀害了该市3,248名犹太人。一名被YIU采访的证人描述了犹太人是如何被集中起来：“城市里张贴了海报，海报上讲犹太人必须携带三天的食物自首，他们将会被送到以色列（最后当然没有）。”为了纪念这段历史，在刻赤和辛菲罗波尔高速公路的十字路口，人们为犹太人大屠杀的遇难者树立了一座纪念碑。但这座纪念碑却屡遭破坏。
此后，苏联斯大林当局以在二战期间当地克里米亚韃靼人与纳粹合作，反对苏联并参与了犹太人种族灭绝为借口，将全体当地鞑靼人流放至哈萨克斯坦、乌兹别克斯坦等中亚地区，并移入俄罗斯族，这是克里米亚最重大的种族清洗事件。
1954年，在时任苏联共产党第一书记尼基塔·赫鲁晓夫的授意下，苏联最高苏维埃主席团以纪念佩列亞斯拉夫條約签署300周年为由将包括该市在内的整个克里米亚半岛由俄罗斯苏维埃联邦社会主义共和国轉交給乌克兰苏维埃社会主义共和国。
2014年，俄罗斯军队在三月初占领了该市。

## 其他

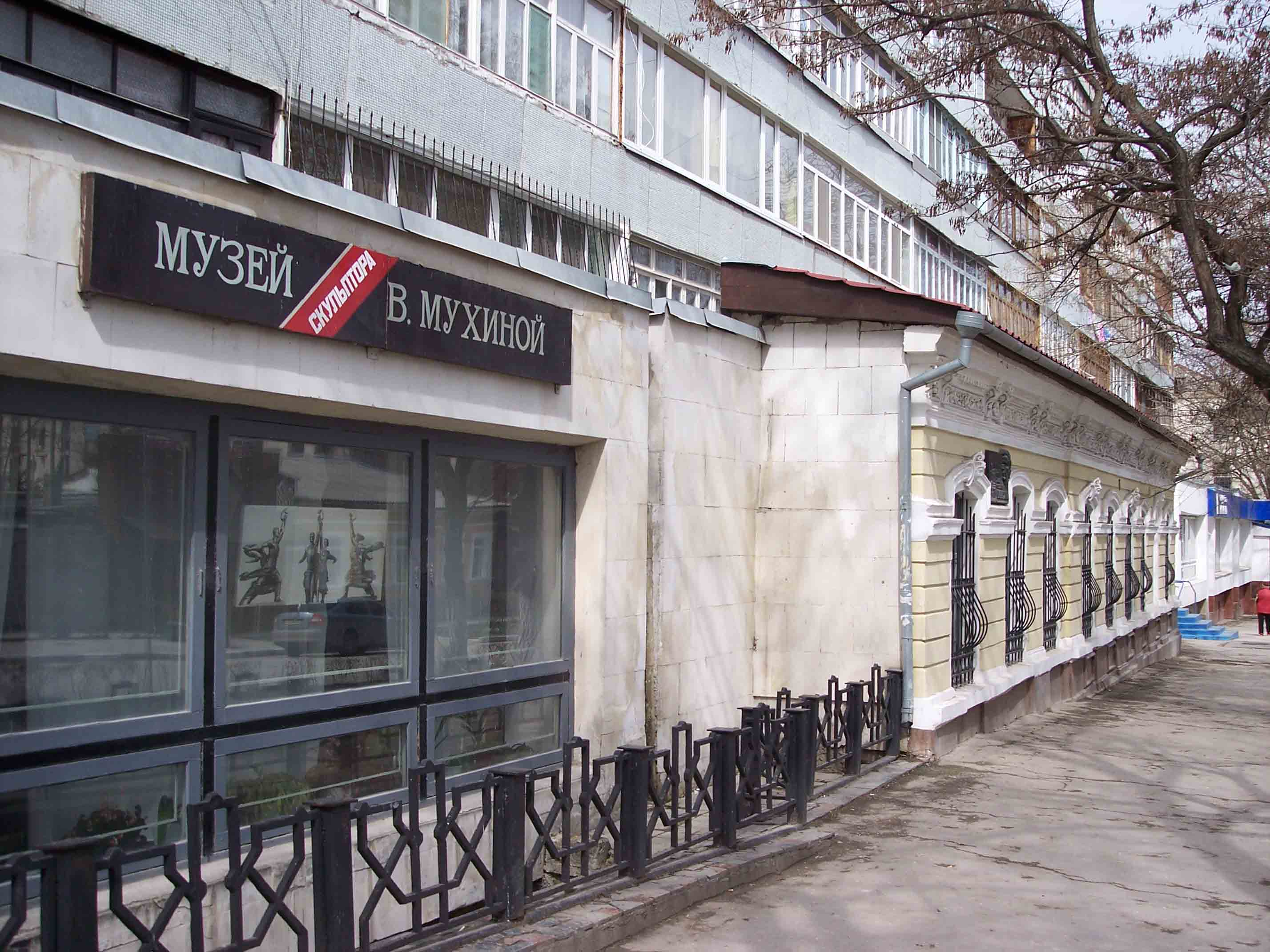
維拉·穆欣娜博物館

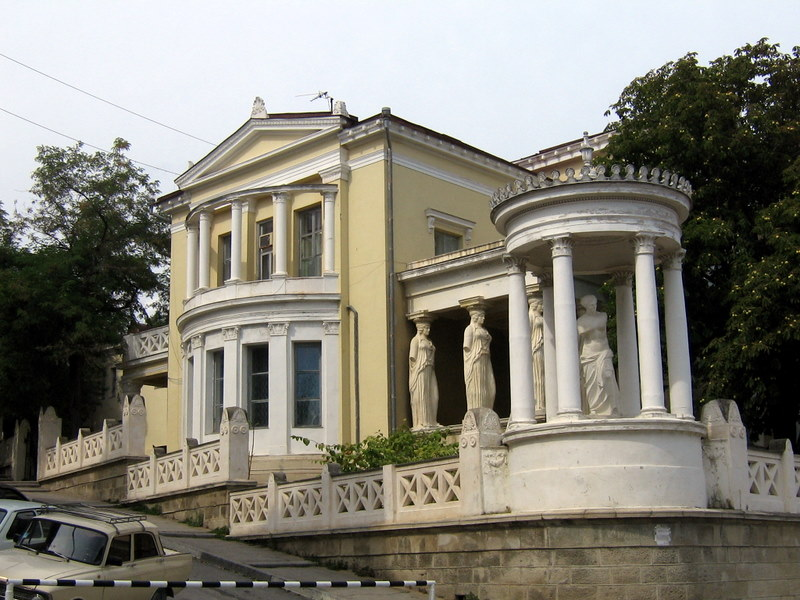
希腊式米洛斯別墅

今天的费奥多西亚是一个旅游城市。这里有美丽的海滩、矿泉、泥浴、休养所和疗养院。除了旅游业，该市的农业和渔业也比较发达，当地工业主要包括酿酒和罐头制造。从民族上来讲，当地与克里米亚其他地区类似，俄罗斯人占大多数，乌克兰语使用频率很低。2006年，当地发生了費奧多西亞反北約抗議活動。
与克里米亚其他地区以鹅卵石为主的海滩不同，在费奥多西亚有一处小贝壳构成的“黄金海岸”（羅馬化：Zolotoy Plyazh），绵延15千米长。
该市的商业和旅游旺季为六月中旬到秋季，其中在七八两月达到顶峰。如同其他地处克里米亚的旅游城市，这里的游客大多来自獨立國家聯合體成员国。著名的海景画画家伊万·艾瓦佐夫斯基一生住在这里，作家亚历山大·格林的晚年也度过于此。著名的景点有艾瓦佐夫斯基國家美術館和热那亚共和国时代的城堡。

## 人口
2001年该市內人口約108,788人，据2001年烏克蘭人口普查的人口构成：
- 俄羅斯人：72.19%
- 乌克兰人：18.77%
- 克里米亞韃靼人：4.65%

## 地理

### 气候
当地气候温暖干燥，为副热带湿润气候。不同于地中海式气候，当地在夏季没有显著的干燥趋势。
| 费奥多西亚                   | 费奥多西亚    | 费奥多西亚    | 费奥多西亚  | 费奥多西亚  | 费奥多西亚  | 费奥多西亚  | 费奥多西亚   | 费奥多西亚   | 费奥多西亚  | 费奥多西亚   | 费奥多西亚  | 费奥多西亚   | 费奥多西亚    |
| 月份                         | 1月           | 2月           | 3月         | 4月         | 5月         | 6月         | 7月          | 8月          | 9月         | 10月         | 11月        | 12月         | 全年          |
| ---------------------------- | ------------- | ------------- | ----------- | ----------- | ----------- | ----------- | ------------ | ------------ | ----------- | ------------ | ----------- | ------------ | ------------- |
| 历史最高温 °C（°F）          | 19.1 (66.4)   | 18.6 (65.5)   | 27.1 (80.8) | 27.5 (81.5) | 31.9 (89.4) | 35.4 (95.7) | 37.9 (100.2) | 38.1 (100.6) | 33.3 (91.9) | 29.0 (84.2)  | 26.9 (80.4) | 21.8 (71.2)  | 38.1 (100.6)  |
| 平均高温 °C（°F）            | 4.7 (40.5)    | 5.1 (41.2)    | 8.5 (47.3)  | 14.6 (58.3) | 20.6 (69.1) | 25.7 (78.3) | 29.1 (84.4)  | 28.7 (83.7)  | 23.2 (73.8) | 17.0 (62.6)  | 10.8 (51.4) | 6.5 (43.7)   | 16.2 (61.2)   |
| 日均气温 °C（°F）            | 1.8 (35.2)    | 1.7 (35.1)    | 4.9 (40.8)  | 10.6 (51.1) | 16.2 (61.2) | 21.1 (70.0) | 24.2 (75.6)  | 23.8 (74.8)  | 18.7 (65.7) | 13.1 (55.6)  | 7.5 (45.5)  | 3.7 (38.7)   | 12.3 (54.1)   |
| 平均低温 °C（°F）            | −0.8 (30.6)   | −1.1 (30.0)   | 2.0 (35.6)  | 7.2 (45.0)  | 12.3 (54.1) | 16.8 (62.2) | 19.8 (67.6)  | 19.5 (67.1)  | 14.6 (58.3) | 9.6 (49.3)   | 4.7 (40.5)  | 1.2 (34.2)   | 8.8 (47.8)    |
| 历史最低温 °C（°F）          | −25.0 (−13.0) | −25.1 (−13.2) | −14.0 (6.8) | −5.5 (22.1) | 1.1 (34.0)  | 5.0 (41.0)  | 9.1 (48.4)   | 9.4 (48.9)   | 1.4 (34.5)  | −11.2 (11.8) | −14.9 (5.2) | −18.6 (−1.5) | −25.1 (−13.2) |
| 平均降水量 mm（）            | 36 (1.4)      | 41 (1.6)      | 42 (1.7)    | 37 (1.5)    | 36 (1.4)    | 43 (1.7)    | 31 (1.2)     | 49 (1.9)     | 45 (1.8)    | 38 (1.5)     | 50 (2.0)    | 51 (2.0)     | 499 (19.6)    |
| 平均降雨天数                 | 12            | 8             | 10          | 11          | 9           | 7           | 7            | 6            | 9           | 8            | 12          | 12           | 111           |
| 平均降雪天数                 | 8             | 8             | 6           | 0.3         | 0.1         | 0           | 0            | 0            | 0           | 0.1          | 2           | 6            | 31            |
| 平均相對濕度（％）           | 82            | 80            | 79          | 75          | 71          | 69          | 64           | 64           | 70          | 77           | 81          | 83           | 75            |
| 月均日照時數                 | 63            | 72            | 129         | 182         | 252         | 283         | 308          | 287          | 246         | 166          | 85          | 51           | 2,124         |
| 来源1：Pogoda.ru.net.        |               |               |             |             |             |             |              |              |             |              |             |              |               |
| 来源2：NOAA (sun, 1961−1990) |               |               |             |             |             |             |              |              |             |              |             |              |               |

## 友好城市[4]
- 乌克兰 哈爾科夫（1996年5月14日）
- 俄羅斯 薩馬拉（1999年6月7日）
- 俄羅斯 库尔斯克（2002年9月3日）
- 乌克兰 頓涅茨克（2002年9月19日）
- 俄羅斯 斯塔夫罗波尔（2002年11月25日）
- 義大利 貝加莫省（2003年5月24日）
- 乌克兰 基輔 舍甫琴科區（2003年）
- 乌克兰 尼古拉耶夫（2003年11月7日）
- 俄羅斯 亞速（2006年8月1日）
- 俄羅斯 莫斯科 东行政区（2007年6月4日）
- 波蘭 科沃布热格（2007年11月8日）
- 俄羅斯 北德文斯克（2008年1月19日）
- 亞美尼亞 阿尔马维尔（2008年7月28日）
- 俄羅斯 喀琅施塔得（2010年6月9日）
- 乌克兰 阿盧什塔（2011年9月30日）
- 俄羅斯 阿尔马维尔（2013年9月20日）
- 俄羅斯 乌里扬诺夫斯克（2014年3月29日）
- 俄羅斯 烏拉爾地區卡緬斯克（2014年4月17日）
- 俄羅斯 沙德林斯克（2014年6月20日）
- 俄羅斯 特维尔（2014年7月25日）
- 俄羅斯 新切博克薩爾斯克（2015年2月26日）
- 俄羅斯 索契（2016年7月30日）
- 俄羅斯 彼得罗扎沃茨克（2016年10月4日）
- 保加利亚 卡洛費爾（2016年6月10日）
- 義大利 邦德诺（2017年7月6日）
- 義大利 阿尔夸托堡（2017年7月8日）
- 卢甘斯克人民共和国/ 乌克兰 阿尔切夫斯克（2017年12月18日）
- 亞美尼亞 迪利然（2022年4月7日）

## 当地名人
- 伊万·艾瓦佐夫斯基：俄罗斯亚美尼亚族画家。

## 图集

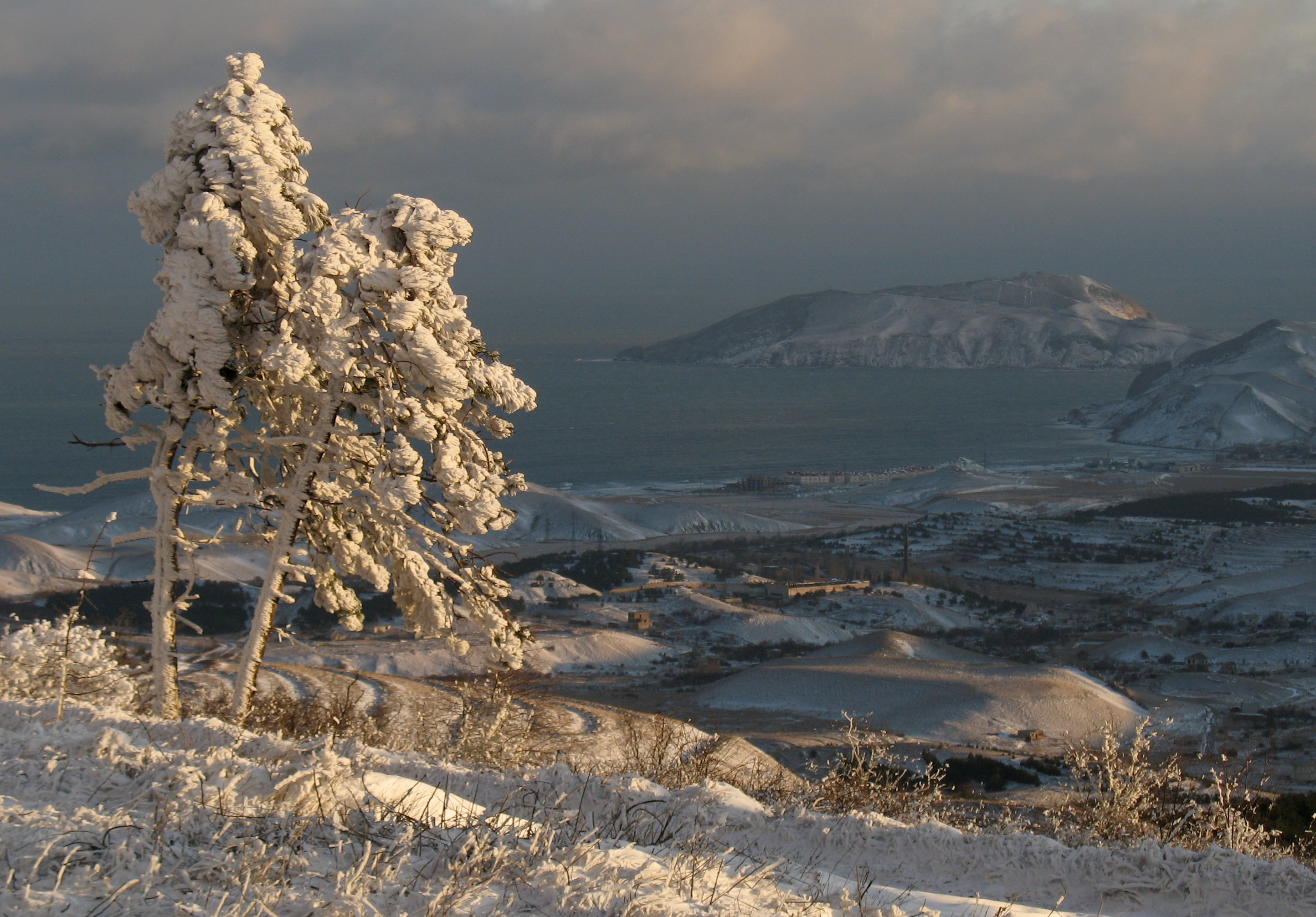
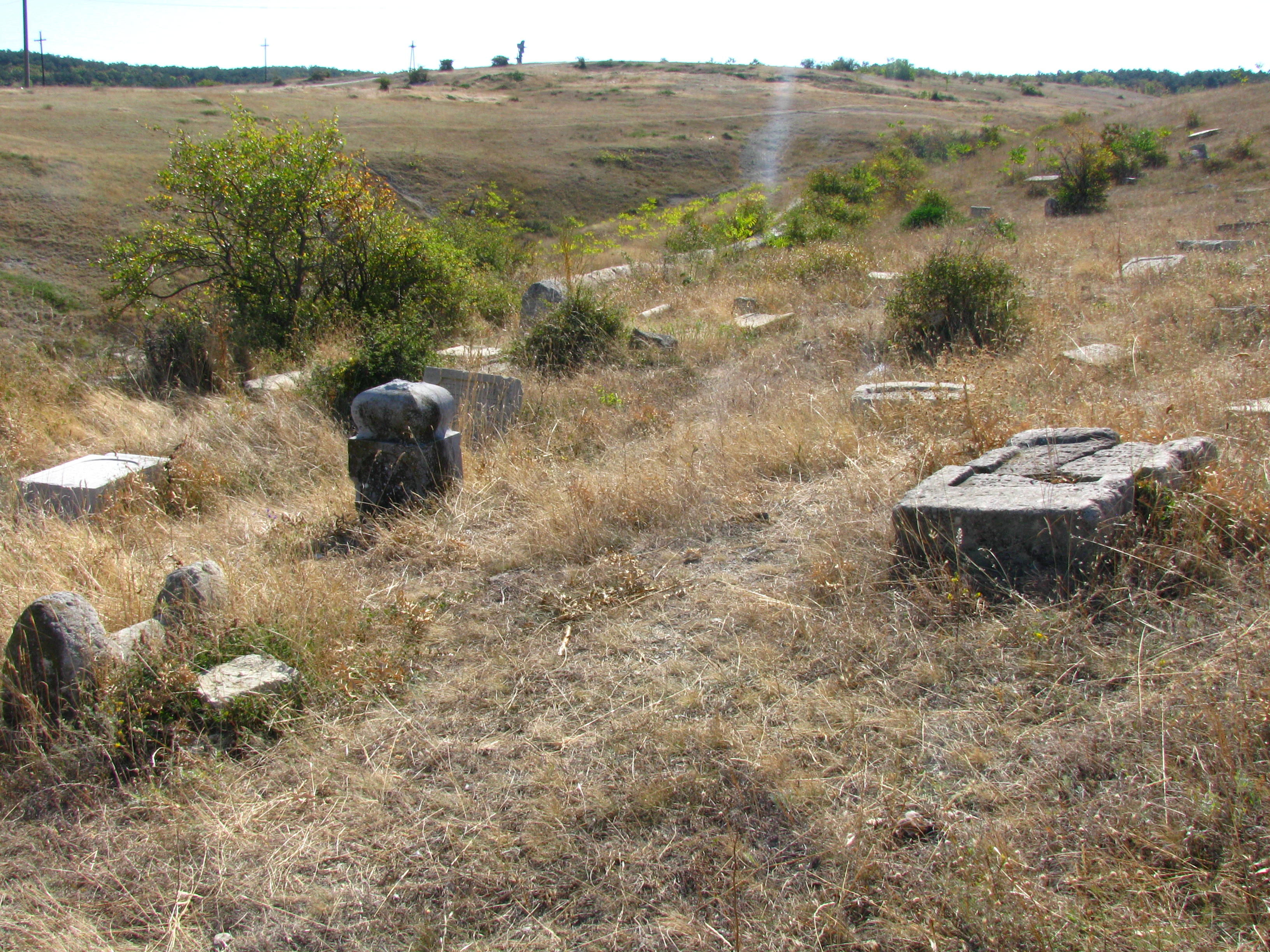
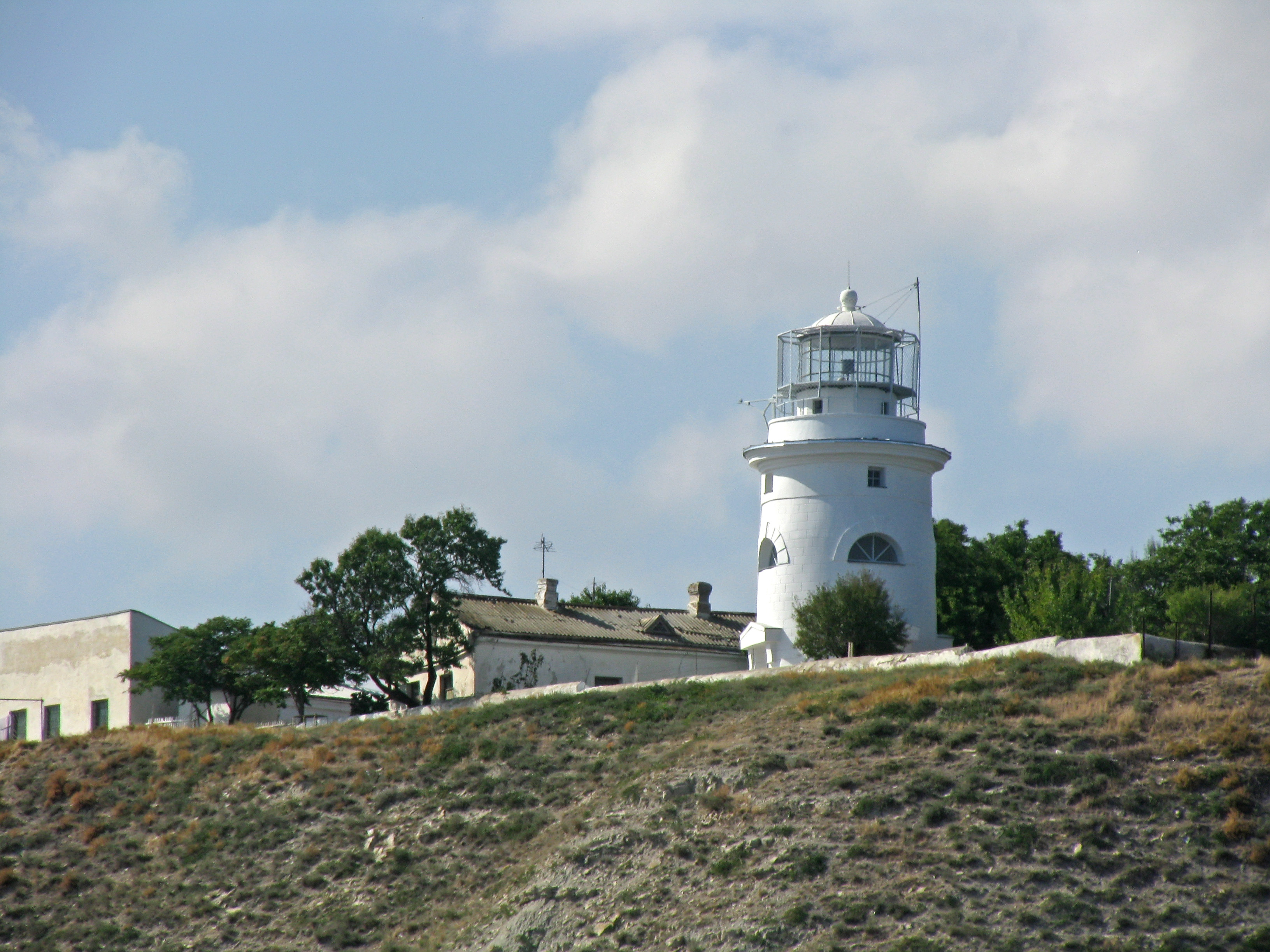
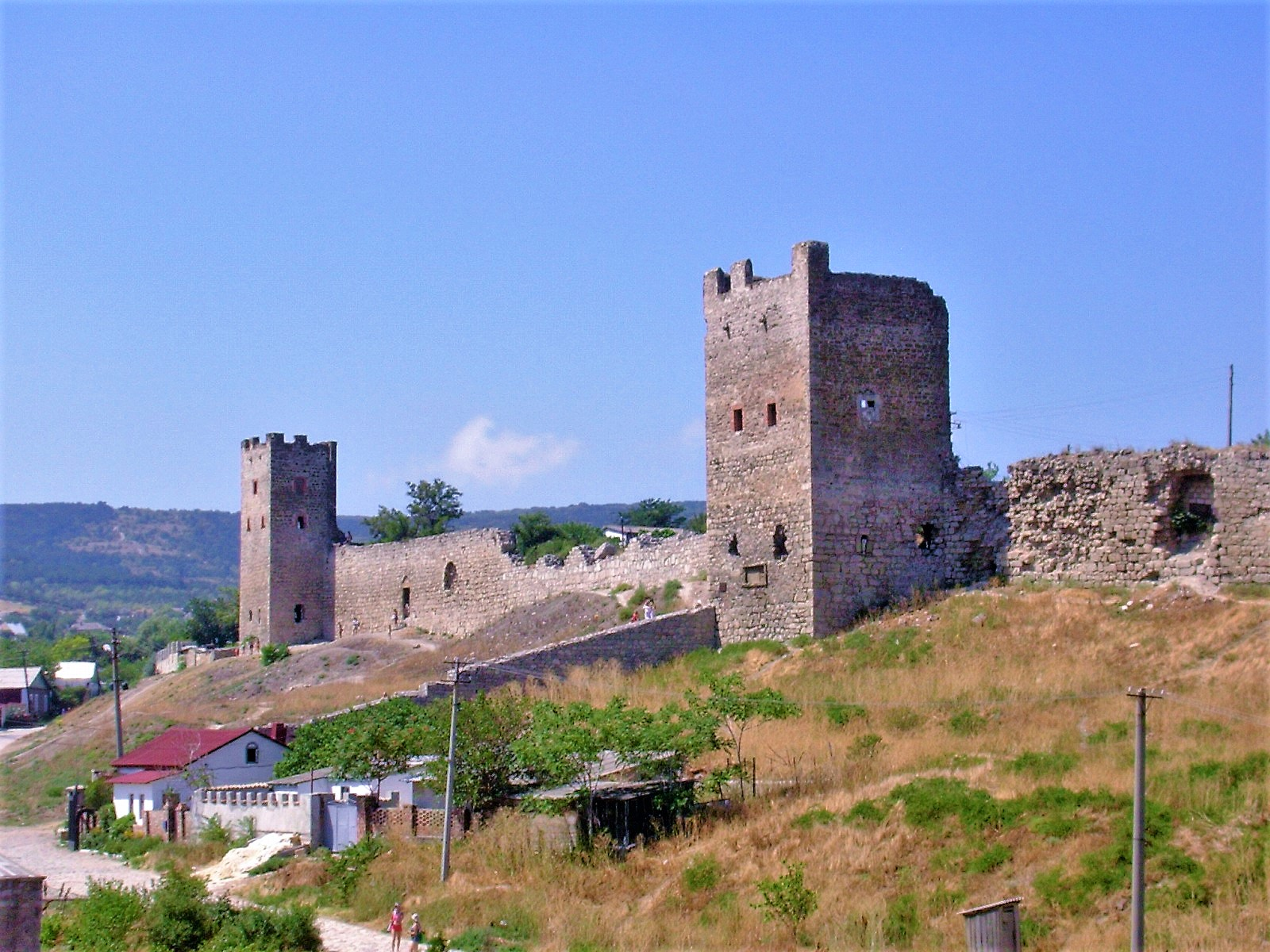
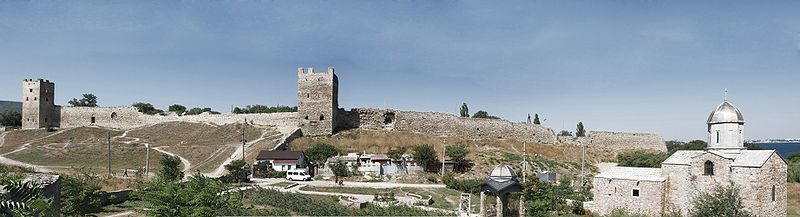
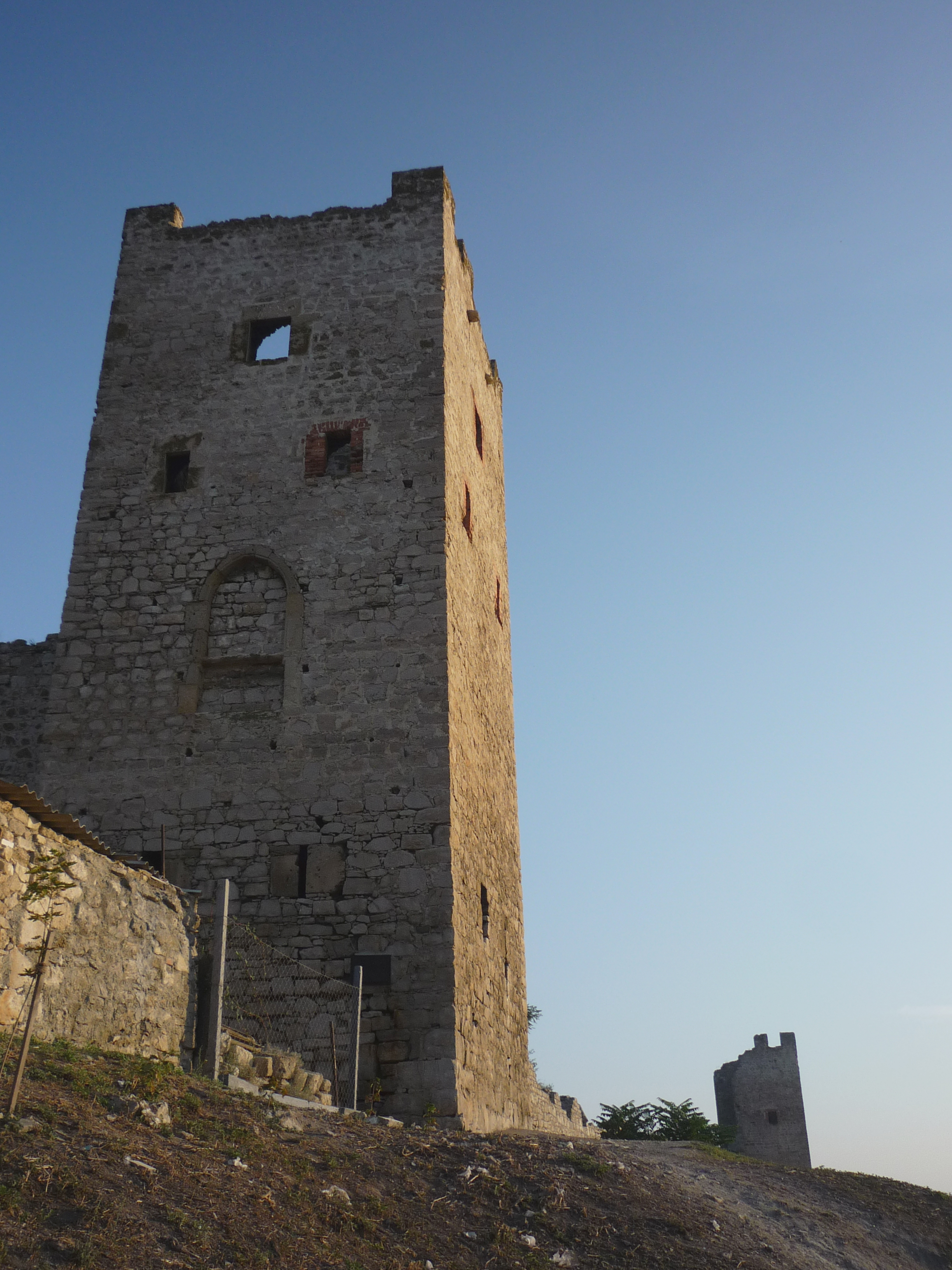
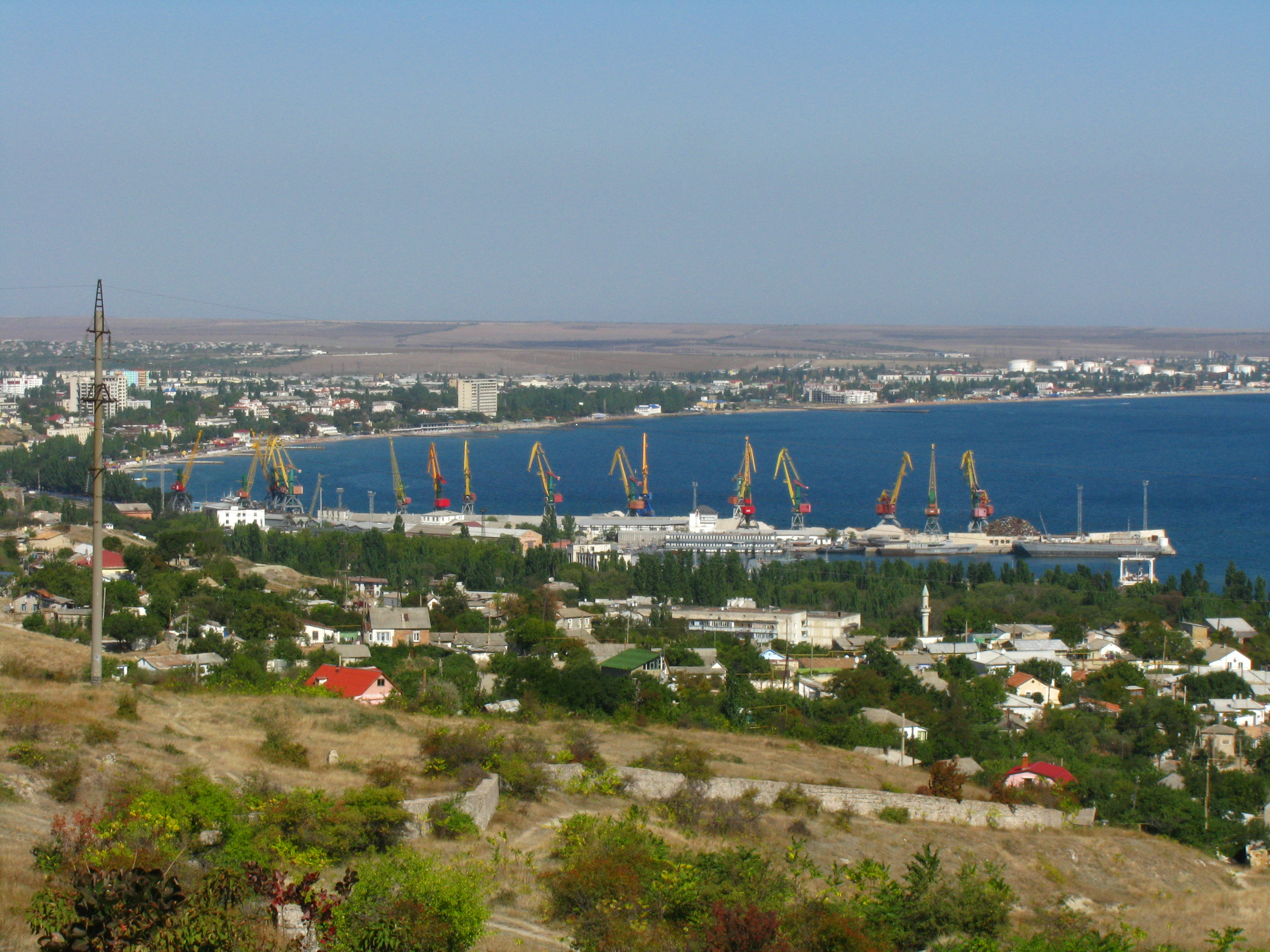
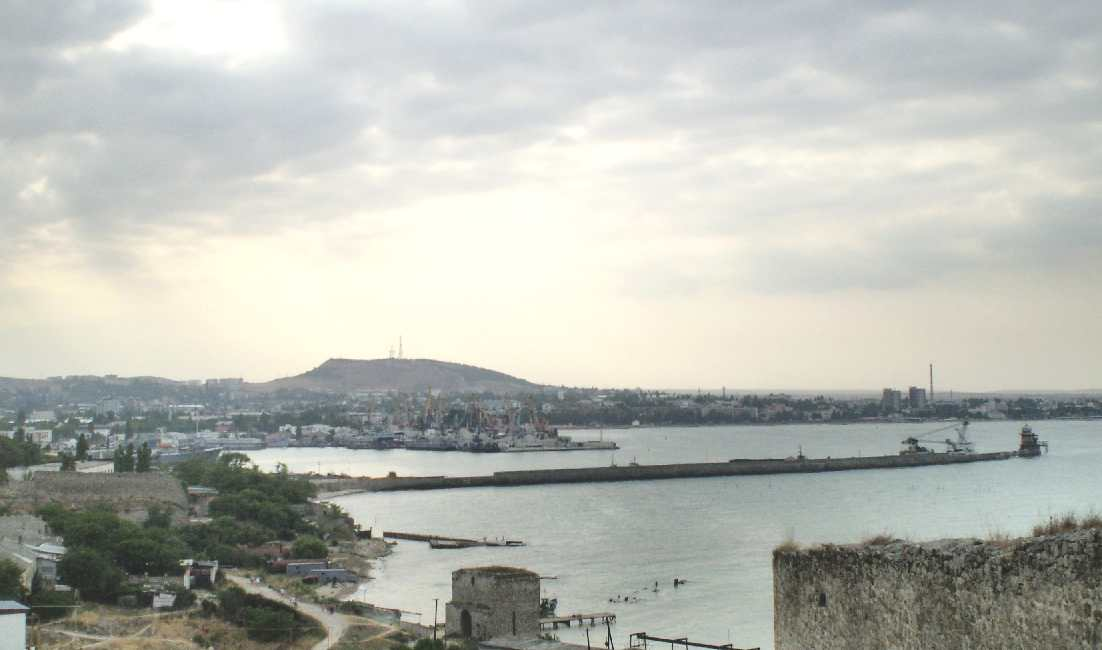
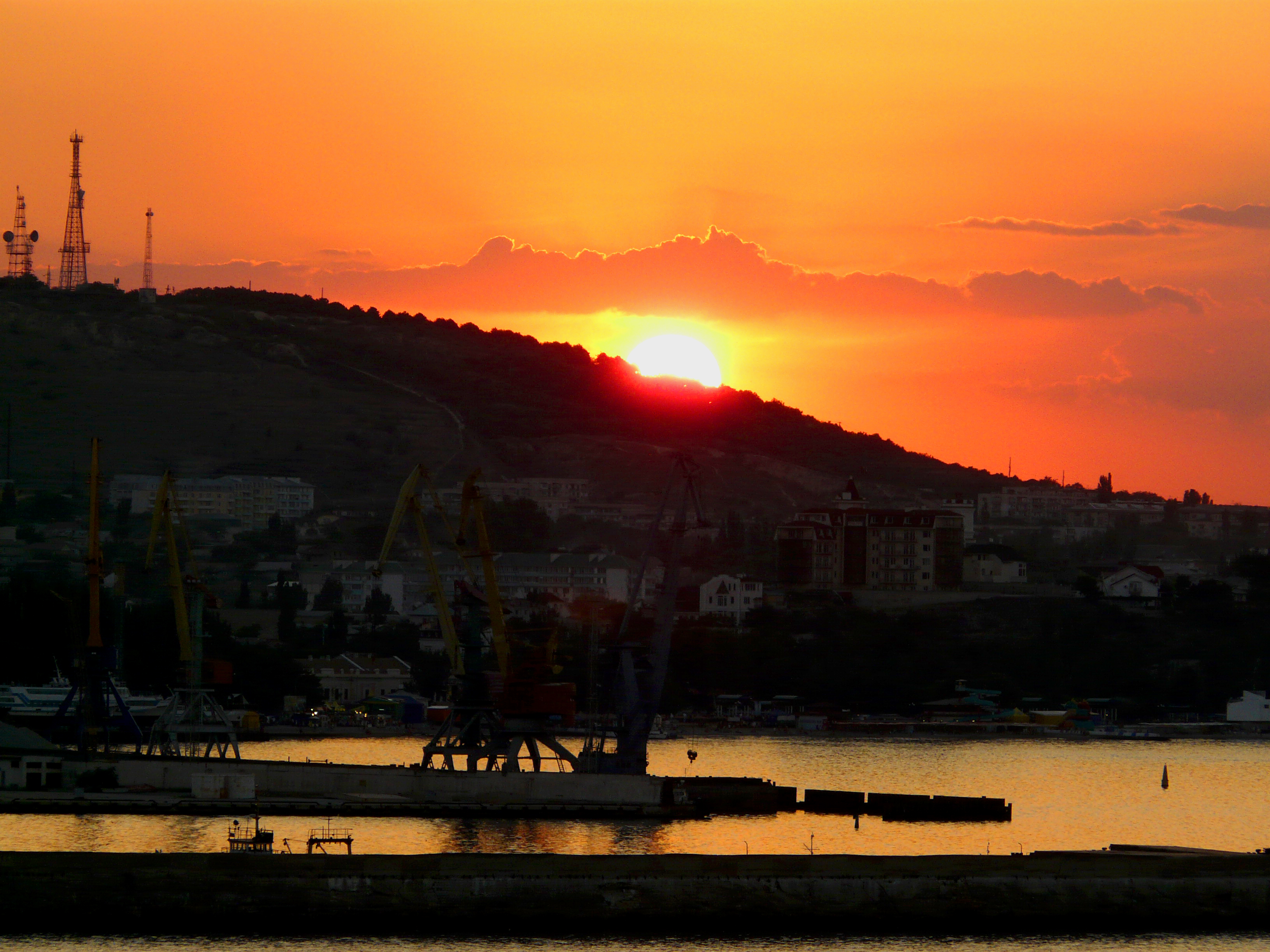
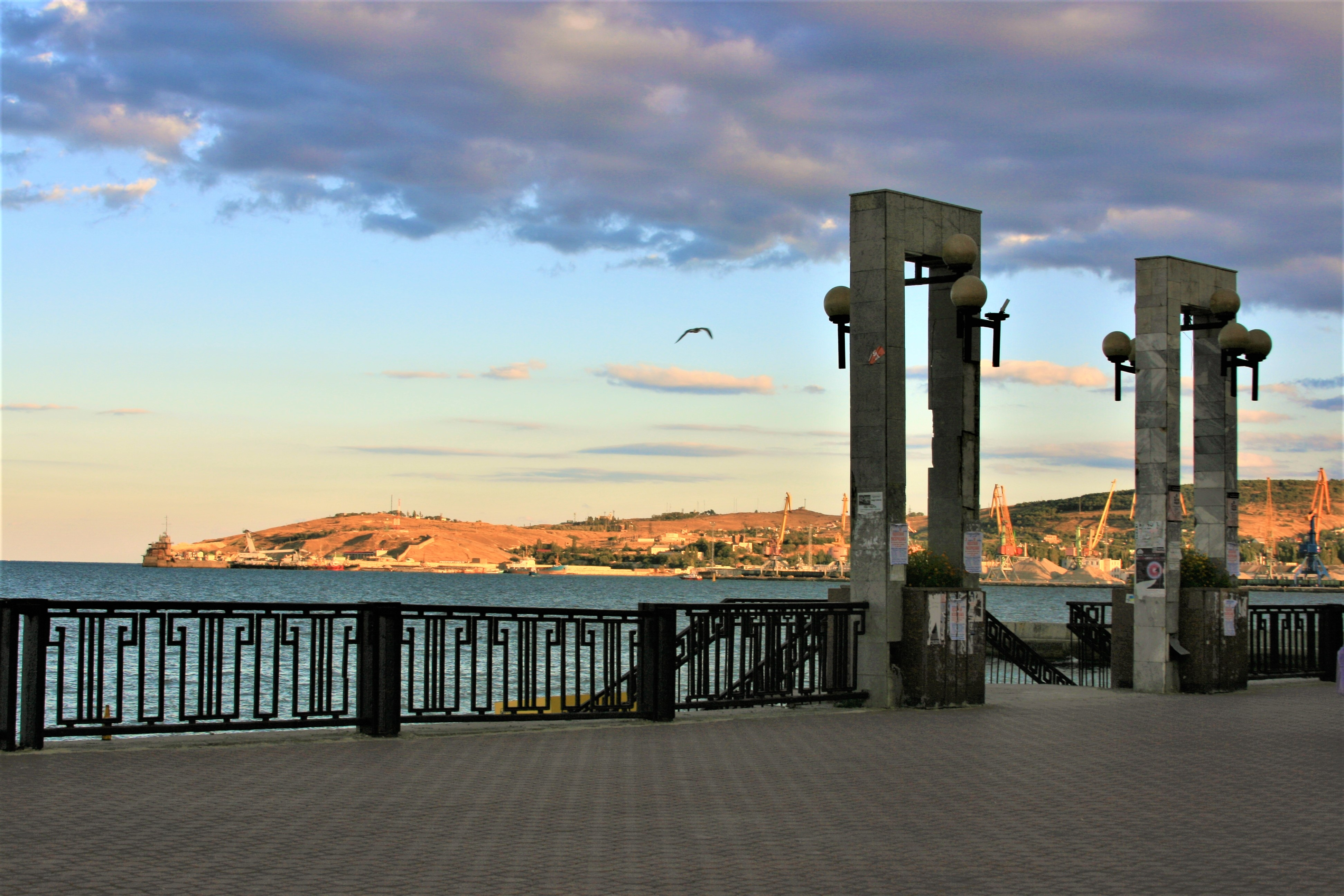
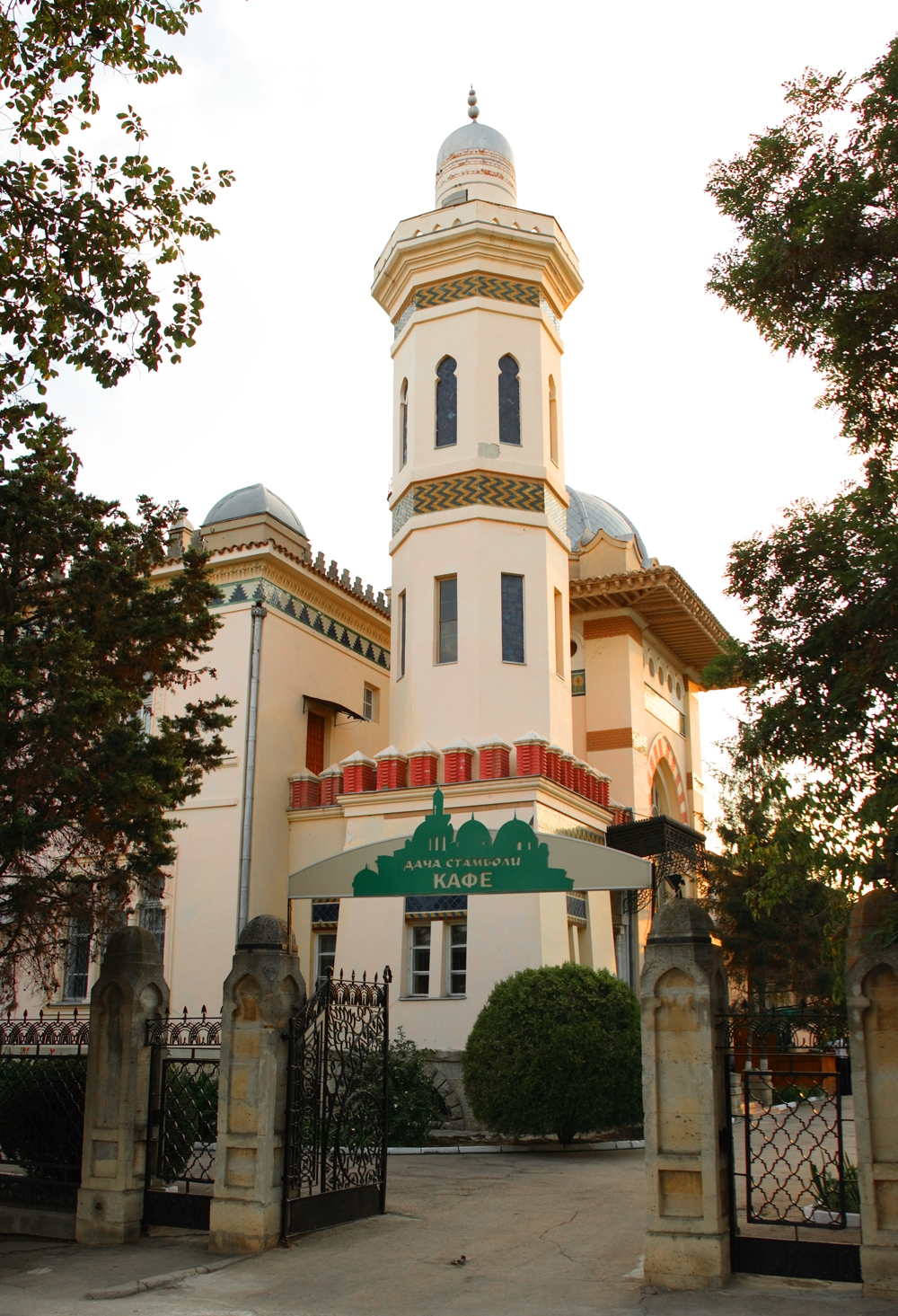
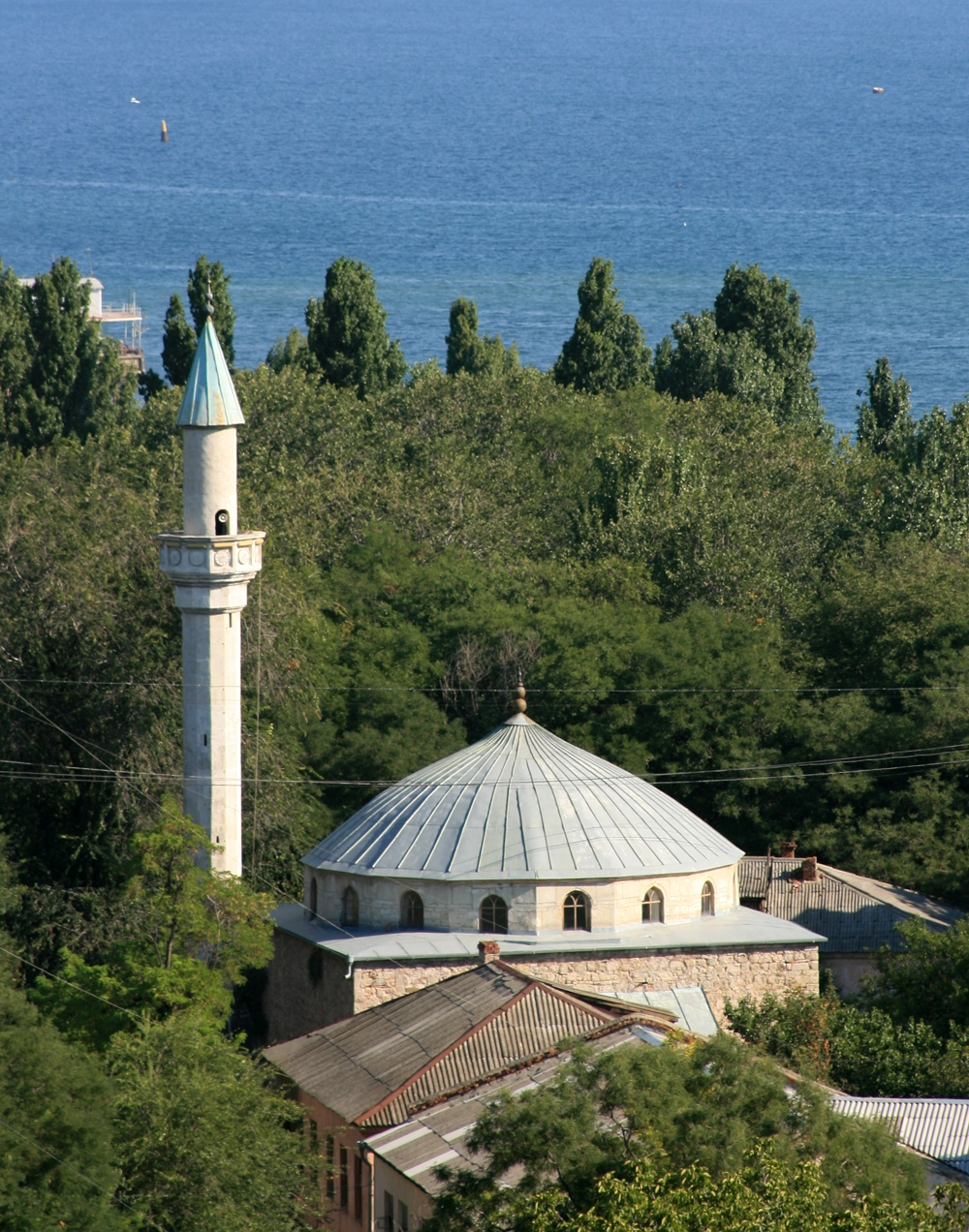
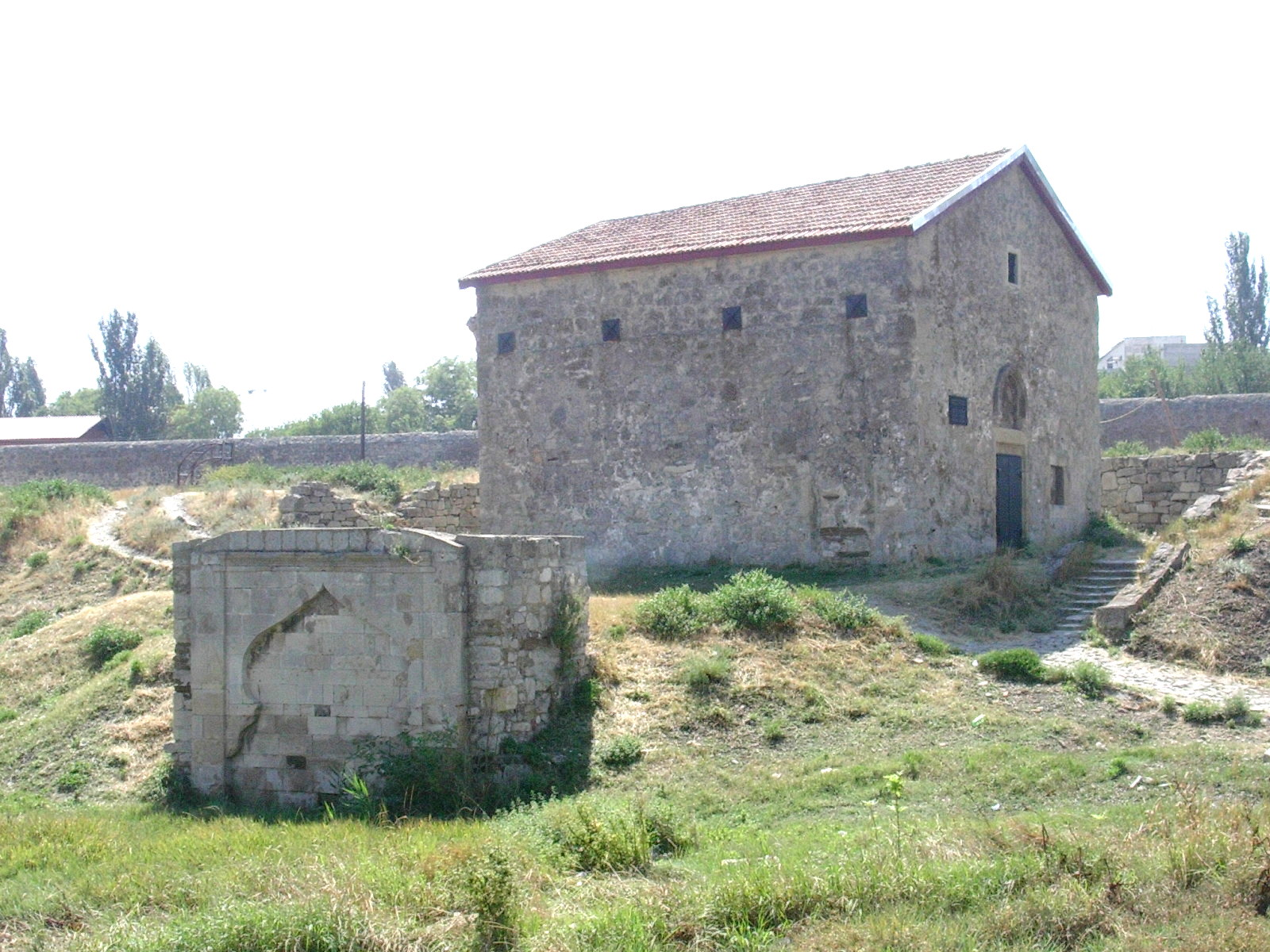
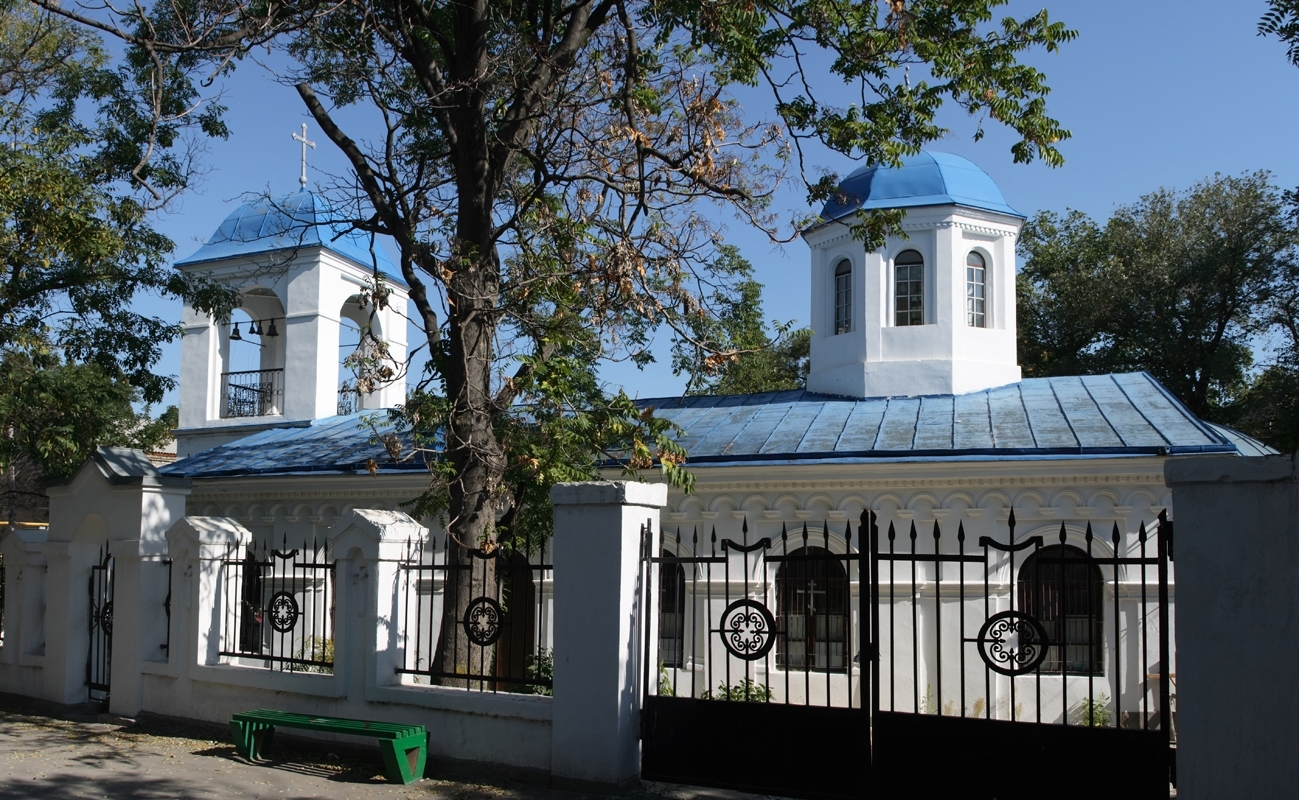
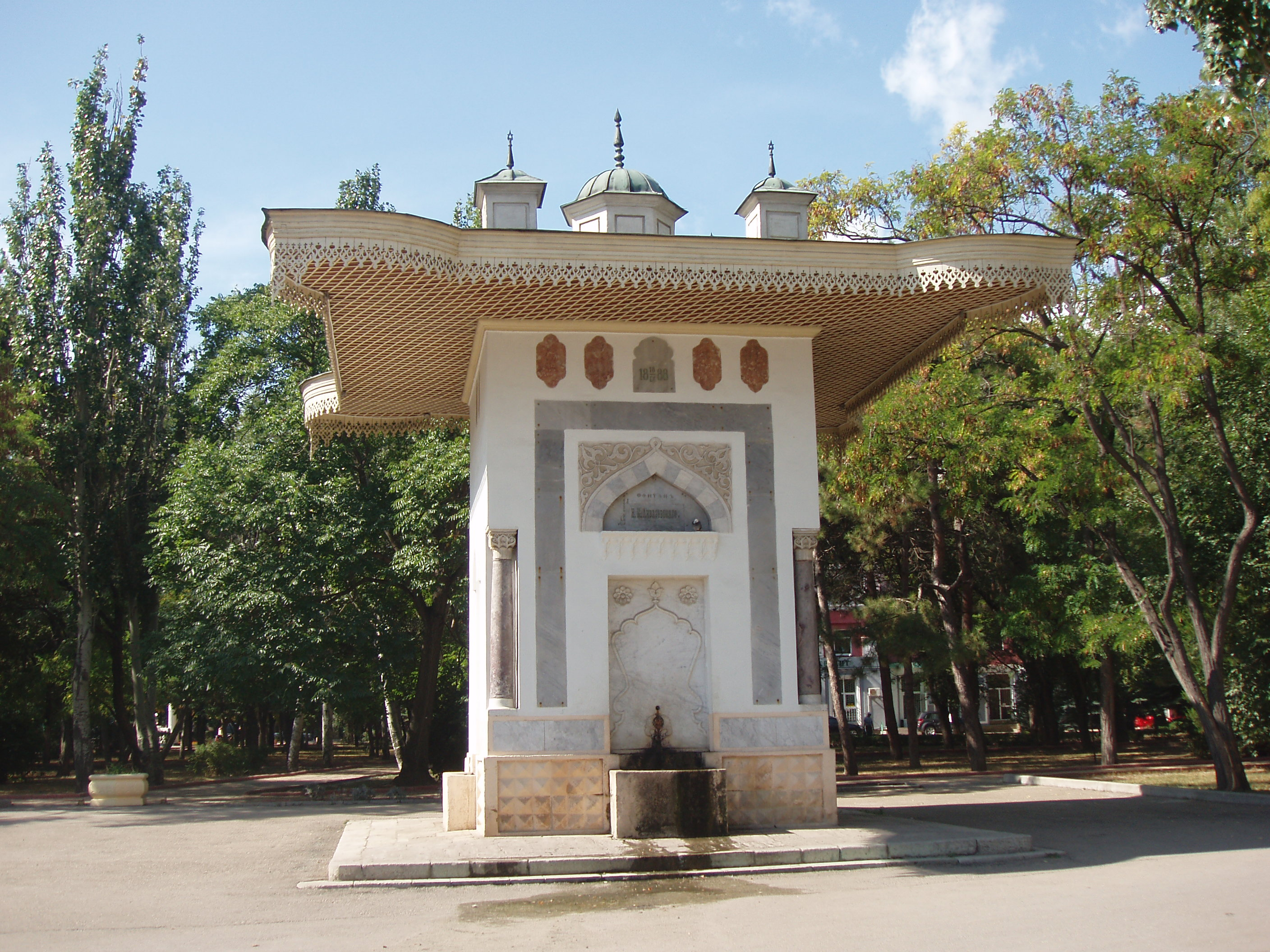
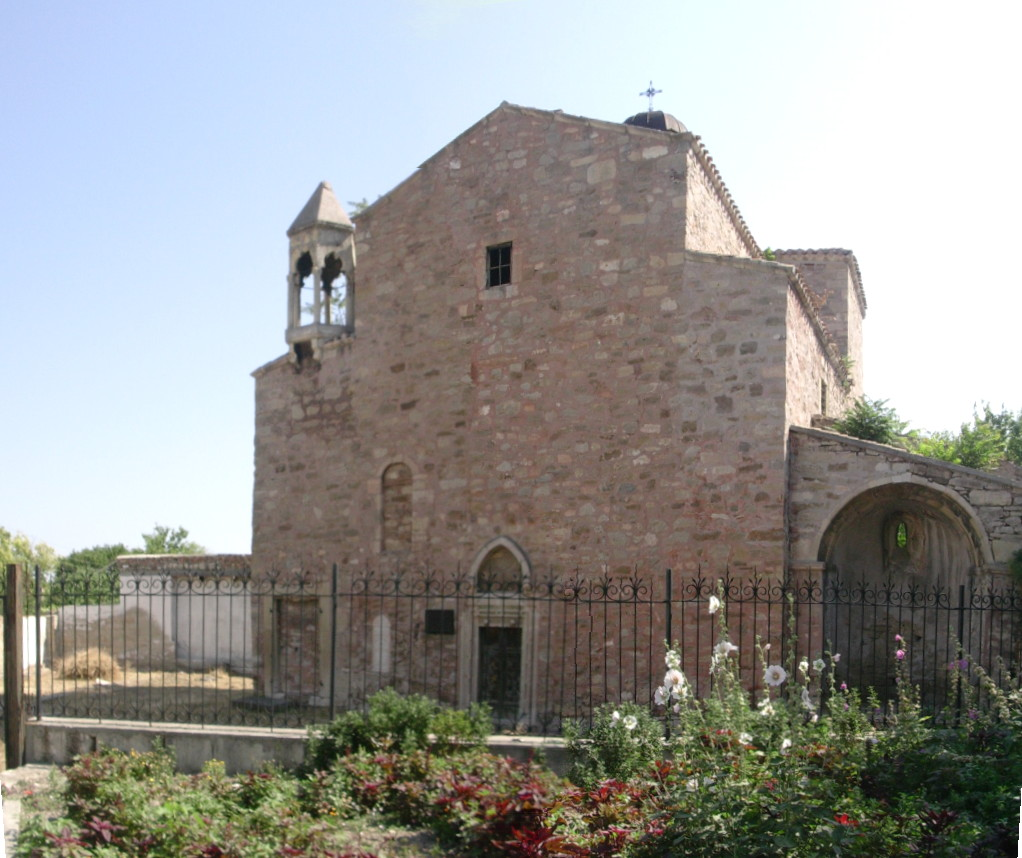
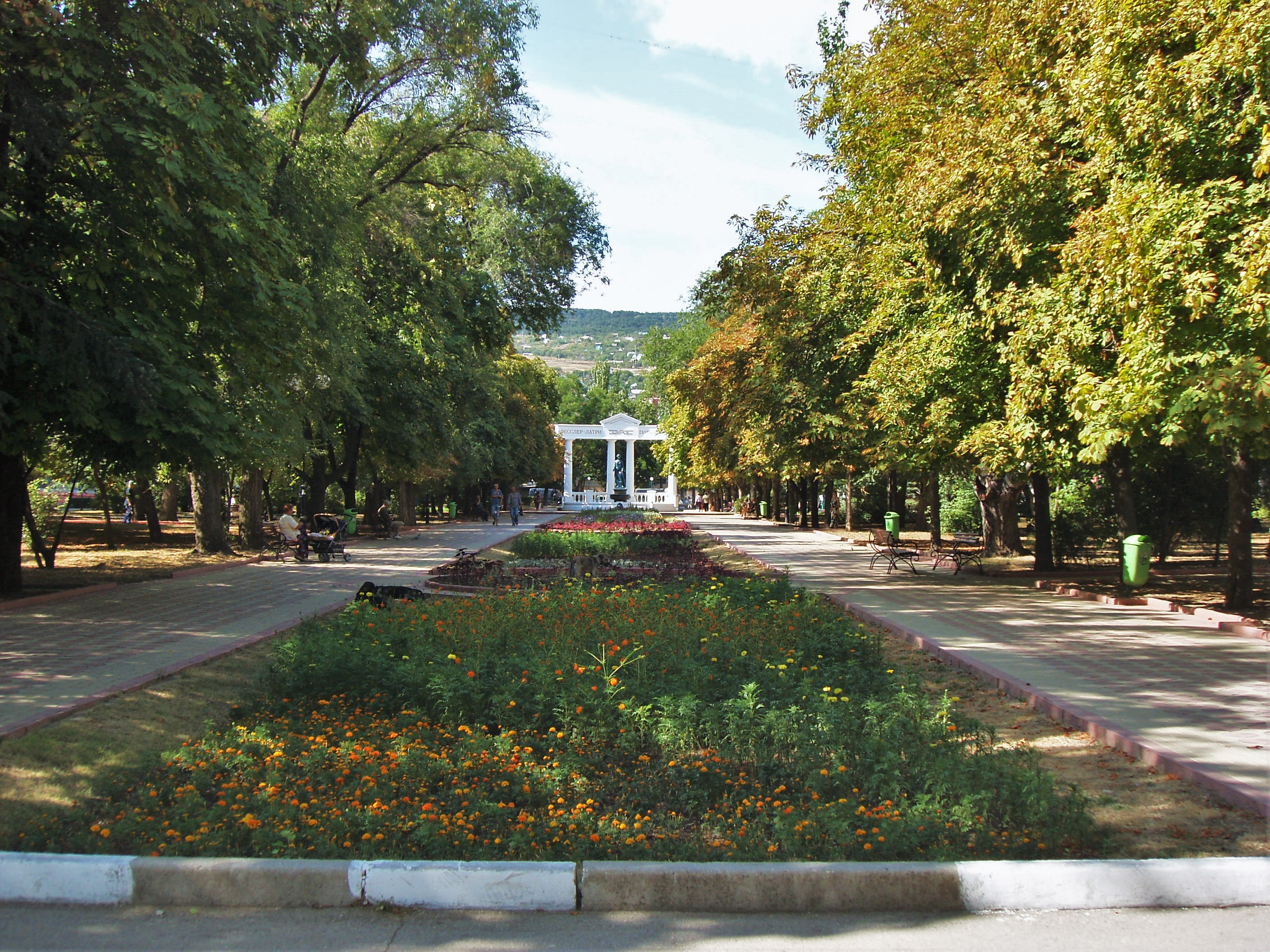
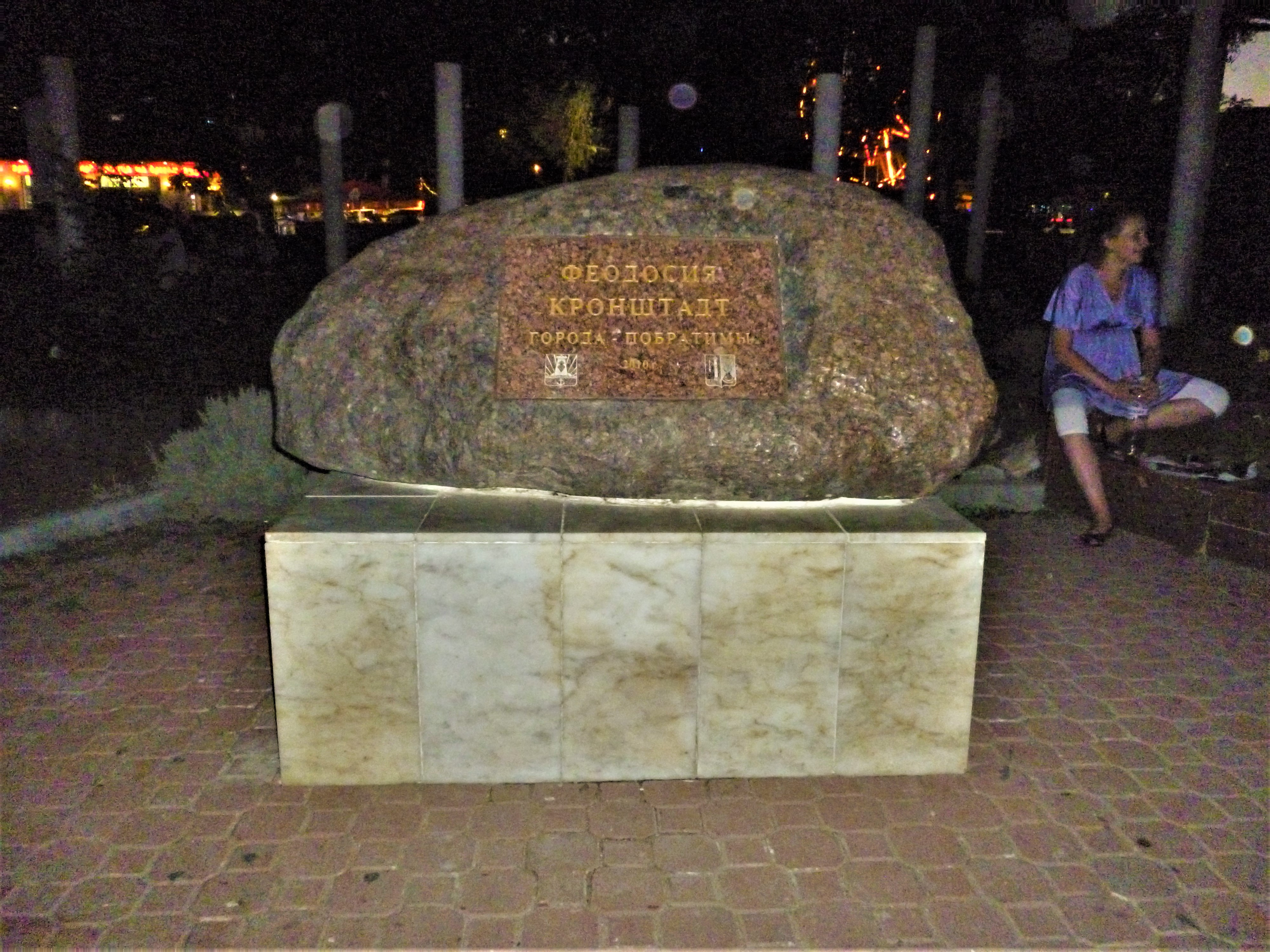
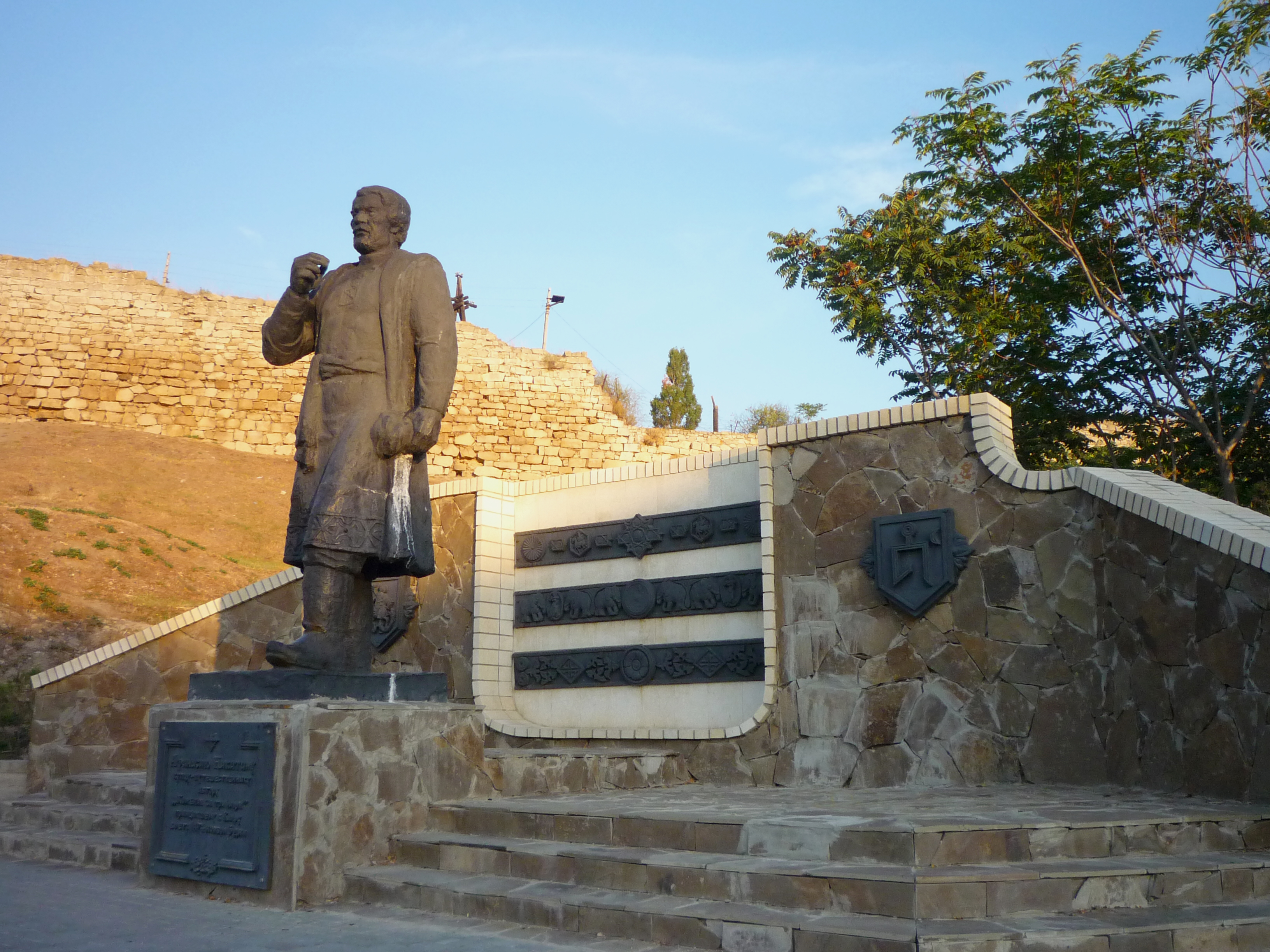
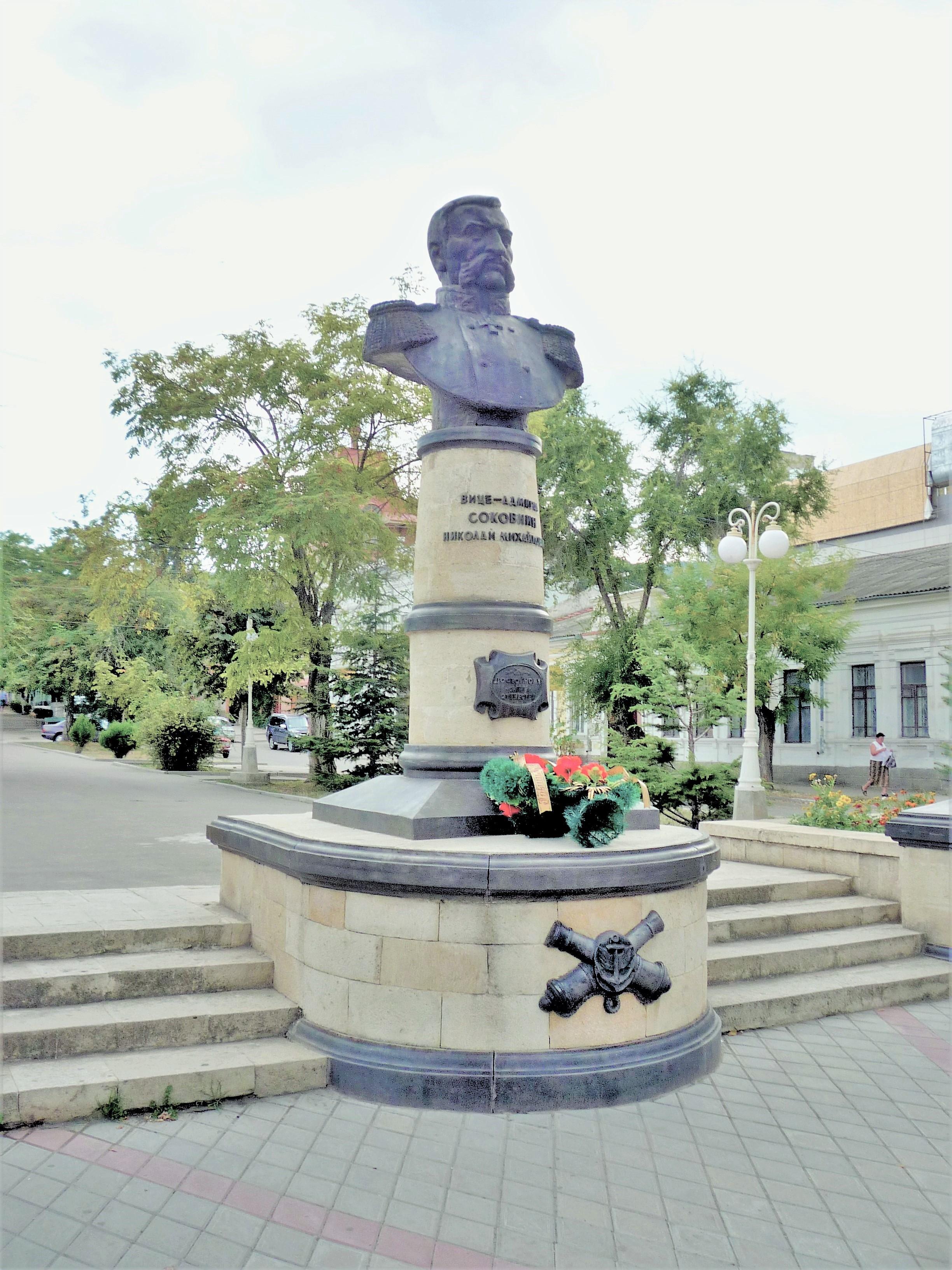